# Gira Malú 2005
Gira Malú fue la sexta gira musical de Malú, para promocionar su álbum homónimo Malú (publicado en abril de 2005). La artista madrileña se enfrentó a una intensa gira que duró casi dos años.

## Fechas
| Fecha                    | Ciudad                  | Lugar                                 |
| ------------------------ | ----------------------- | ------------------------------------- |
| 6 de mayo de 2005        | Colmenar de Oreja       | Campo de fútbol                       |
| 16 de mayo de 2005       | Talavera de la Reina    | Plaza de la Comarca                   |
| 25 de mayo de 2005       | Valladolid              | Escenario Dial                        |
| 28 de mayo de 2005       | Cornellá de Llobregat   | Plaza Cataluña                        |
| 5 de junio de 2005       | Las Lagunas             | Caseta municipal                      |
| 9 de junio de 2005       | Barcelona               | Sala Luz de Gas                       |
| 11 de junio de 2005      | Fuente Álamo            | Paseo Rambla de Fuente Álamo          |
| 15 de junio de 2005      | Bilbao                  | Sala Azkena                           |
| 17 de junio de 2005      | Moratalaz               | Recinto ferial de Moratalaz           |
| 23 de junio de 2005      | Madrid                  | Sala La Riviera                       |
| 24 de junio de 2005      | Arroyo de la Miel       | Carpa municipal                       |
| 25 de junio de 2005      | Lanjarón                | Patio de las Escuelas                 |
| 3 de julio de 2005       | Barberá del Vallés      | Complexe Esportiu Can Llobet          |
| 10 de julio de 2005      | Ribarroja del Turia     | Explanada del Río Turia               |
| 14 de julio de 2005      | Rincón de la Victoria   | Carpa municipal                       |
| 15 de julio de 2005      | Las Navas del Marqués   | Plaza de la Villa                     |
| 16 de julio de 2005      | Salteras                | Polideportivo municipal               |
| 23 de julio de 2005      | Lorca                   | Campo de fútbol                       |
| 26 de julio de 2005      | Naves                   | Vía Pública                           |
| 29 de julio de 2005      | Huelva                  | Recinto ferial Colombino              |
| 30 de julio de 2005      | Jerez de la Frontera    | Campo de la Juventud                  |
| 5 de agosto de 2005      | Cadalso de los Vidrios  | Plaza de Toros                        |
| 6 de agosto de 2005      | Calpe                   | Plaza de Toros                        |
| 7 de agosto de 2005      | Manzanares el Real      | Plaza del Pueblo                      |
| 11 de agosto de 2005     | Marbella                | Playa del Cable                       |
| 12 de agosto de 2005     | Alcorcón                | Centro Comercial y de Ocio Opción     |
| 16 de agosto de 2005     | Cee                     | Plaza do Concello                     |
| 18 de agosto de 2005     | Villarrobledo           | Recinto polideportivo                 |
| 19 de agosto de 2005     | Pinos Puente            | Caseta municipal                      |
| 20 de agosto de 2005     | Benifayó                | Colegio Trullas                       |
| 26 de agosto de 2005     | Campo de Criptana       | Pista municipal                       |
| 29 de agosto de 2005     | Illescas                | Plaza Pública                         |
| 31 de agosto de 2005     | Palencia                | Parque Huertas Obispo                 |
| 2 de septiembre de 2005  | Trujillo                | Castillo de Trujillo                  |
| 8 de septiembre de 2005  | Villarrubia de los Ojos | Pista municipal                       |
| 9 de septiembre de 2005  | Madrid                  | Auditorium                            |
| 10 de septiembre de 2005 | Los Yébenes             | Plaza de Toros                        |
| 6 de octubre de 2005     | Almazora                | Recinte Fester                        |
| 7 de octubre de 2005     | Boadilla del Monte      | Carpa municipal                       |
| 8 de octubre de 2005     | Lorca                   | Plaza de Toros                        |
| 9 de octubre de 2005     | Quijorna                | Carpa municipal                       |
| 11 de octubre de 2005    | Fuengirola              | Palacio de Paz                        |
| 22 de octubre de 2005    | Haro                    | Teatro Bretón de los Herreros         |
| 28 de octubre de 2005    | Onda                    | Polideportivo Ciudad Onda             |
| 30 de octubre de 2005    | Albox                   | Carpa municipal                       |
| 12 de noviembre de 2005  | Madrid                  | Palacio de Congresos                  |
| 18 de noviembre de 2005  | Torrelodones            | Casino Gran Madrid                    |
| 19 de enero de 2006      | Palma de Mallorca       | Plaza Mayor                           |
| 20 de enero de 2006      | Alcobendas              | Teatro auditorio Ciudad de Alcobendas |
| 4 de febrero de 2006     | Valdemorillo            | Pabellón de fiestas                   |
| 23 de febrero de 2006    | Madrid                  | Sala La Riviera                       |
| 1 de abril de 2006       | Castellón               | Auditorio y pacio de congresos        |
| 21 de abril de 2006      | Sevilla                 | Palenque de Sevilla                   |
| 22 de abril de 2006      | Teulada                 | Carpa municipal                       |
| 27 de abril de 2006      | San Bartolomé           | Teatro de San Bartolomé               |
| 28 de abril de 2006      | Puerto del Rosario      | Auditorio Insular de Fuerteventura    |
| 29 de abril de 2006      | Las Palmas              | Centro de Iniciativas Culturales      |
| 30 de abril de 2006      | Agüimes                 | Teatro Gonzalo de Berceo              |
| 17 de junio de 2006      | Madrid                  | Estadio Vicente Calderón              |
| 26 de octubre de 2006    | Madrid                  | Sala La Riviera                       |